# Csáky Gertrúd
Csáky Gertrúd (Budapest, 1963. november 29. –) magyar színésznő.

## Életpályája
Zalaegerszegen a Nádasdy Kálmán Színészképző Stúdióban végzett 1988-ban. 1985-től szerepelt a Hevesi Sándor Színházban. 1988-tól a Józsefvárosi Színház illetve a Budapesti Kamaraszínház tagja volt. 1991-től szabadfoglalkozású színésznő, többek között a Holdvilág Kamaraszínházban illetve a Hókirálynő Meseszínpad előadásain szerepel. 

## Fontosabb színházi szerepei
- Victor Hugo: A Notre Dame-i toronyőr... Henriette, ájtatos asszonyság
- Pierre-Augustin Caron de Beaumarchais: Figaró házassága... Fanchette, Antonio leánya
- Eugène Labiche: Gyilkosság a Maxime utcában... Justine
- Carlo Collodi: Pinokkió... Pillangó
- Maurice Maeterlinck: A kék madár... Cukor; Fenyő; Testvér
- Grimm fivérek: Csipkerózsika... Csipkerózsika
- Petőfi Sándor: A helység kalapácsa... Kisbíróné
- Tersánszky Józsi Jenő: Kakuk Marci... Csuri Linka, ószeresné fiatal lánya
- Jékely Zoltán: Mátyás király juhásza... Kunigunda, Burkus leánya
- Romhányi József: Hamupipőke... szereplő
- Nógrádi Gábor: Segítség ember!... Amál, a nyúl
- Pinczési Judit – Novák János: Kócgerzson... Anasztázia
- Békés Pál – Mikó István: Egy kis térzene... Kriszta
- Keller Zsuzsa – Fábri Péter – Novák János: Csillaglány... Kísérleti (az egér)
- Tóth János István: Szeleburdi nyuszi kalandjai... Tüskeháj (sün)
- Romain Rolland: A szerelem és a halál játéka... Chloris Soucy
- Kao Hszing-Csien: A buszmegálló... Lány